# Microterys speciosissimus
Microterys speciosissimus är en stekelart som beskrevs av Girault 1911. Microterys speciosissimus ingår i släktet Microterys och familjen sköldlussteklar. Inga underarter finns listade i Catalogue of Life.